# 真佛宗
真佛宗是盧勝彥（被稱為「蓮生活佛」）在台灣創立的靈仙宗沿革而來的新興宗教，在台灣、香港、澳門、馬來西亞、新加坡、印尼、美國、加拿大等全球多地均有活動，真佛宗具備藏傳佛教與道教色彩，是融合道教、佛教和密宗中的一個具有中國傳統特色的新教派。2015年時已有五百萬名以上信眾。此教派在世界各地評價不一，各地政府對此教派也禁許不一。

## 沿革
盧勝彦在1945年生於台湾嘉義市，1963年6月高雄市立高雄高級工業職業學校鑄工科畢業(時年18歲)，1965年12月聯勤測量學校（原中央陸地測量學校前身）大地測量班第32期畢業，(時年20歲)，1973年12月以上尉的軍階退伍(時年28歲)。過去曾信奉基督教的盧勝彥後來自稱於27歲時在台中玉皇宮被瑤池金母（西王母）開啟天眼通，學習道教法術；此後，盧勝彥又先後皈依多名佛教法師（包括密宗和紅教的上師），在南投碧山巖寺獲授菩薩戒。
盧勝彥在1975年開始撰寫關於宗教、靈魂等議題的書籍，並在1976年自立宗派:24。他創立的宗派起初名為「灵仙宗」，在美國華盛頓州西雅圖的華人之間傳播，發展速度快。其後，台灣有人盜用灵仙宗的名義，原稱為「靈仙真佛宗」的該教派便在1982年更名為「真佛宗」，教義也加上了佛教色彩。1986年，盧勝彥在西雅圖近郊的西雅圖雷藏寺正式出家，剃度師為其徒弟釋果賢法師。

## 教義

### 宗教思想
真佛宗把自己定位為佛教密宗的宗派，而且提出更簡易和普及化的修行方法:24。該教派的宗旨是「自主生死、明心見性。須由四加行法起修，打好金剛地基後，才受二灌轉為內法，注重「性命雙修」。信眾要了解自身原本佛性本源，以心念控制肉體的氣脈明點，信徒於深定中可看見自身心輪中為煩惱縛結的本來佛性，通中脈開五輪縛結可以完全自主生死、清除業障、從煩惱中解脫；而《真佛經》內文說明入三摩第秘訣是由萬念歸於一念再歸於無念(無念為正覺佛寶)。主張念《高王觀世音經》千遍能滅「生死苦」，消除諸毒害。

### 對其他宗教的態度
期刊《新世紀宗教研究》的文章〈當代台灣新興宗教的信仰體系及其「可信性」：五個新興宗教團體的考察〉認為，真佛宗的教義同時包括了密宗、淨土宗和民间信仰的特色，是民间宗教信仰與密宗即身成佛的聯結；真佛宗有民间信仰裡的神明崇拜、與神結盟以趨吉避凶，也有淨土宗裡佛陀會把信徒接引到極樂世界的信仰，以及密宗透過佛力之間的感應來即身成佛的概念、及嚴謹的修行:24–26, 30。真佛宗的官方網站指出，道家不是佛教所批評的外道，真佛宗與道教亦有深厚淵緣，因此該教派亦恭敬三清和其他道教神祇；盧勝彥則表示，真佛宗把密宗、淨土宗、禪宗和道家思想共冶一爐，以道家「內修」、以淨土宗「外修」、以禪宗「成定」、以密宗「成就」:550。一名真佛宗信徒認為，真佛宗融合了佛教顯宗和密宗、以及道教的信仰:550。與中央防范和处理邪教问题领导小组办公室有關的凱風網指，真佛宗也混雜了基督教的内容。
中國期刊《世界宗教文化》的文章〈關於「靈仙真佛宗」——北美華人的一種新興宗教〉指出，盧勝彥批評傳統宗教，他認為基督新教和天主教的信徒經常為非作歹後懺悔了事，台灣道教的儀式是為了世俗利益，佛教信徒的素質參差不齊。但是，「真佛宗網路研修學院」網站的一篇文章顯示，盧勝彥並不排斥其他宗教，認為佛教以外的信仰各有所長，而且世上所有宗教、所有佛教派別都是為不同層次的眾生而設計。

## 內部運作
真佛宗的最高行政組織名為「世界真佛宗宗務委員會」，簡稱為宗委會，由盧勝彥在1997年創立，負責真佛宗的行政、財政、人事管理等事務。
《當代台灣新興宗教的信仰體系及其「可信性」：五個新興宗教團體的考察》指出，真佛宗的制度比照了西藏密宗，並建立教主的宗教權威以及修行次第系統；該論文引用了學者詹姆斯·博爾赫和理查德·弗朗西斯·柯蒂斯的「四象限分類」，把新興宗教分類為「經驗相關性高而邏輯整合緊密」、「經驗相關性高而邏輯整合疏鬆」、「經驗相關性低而邏輯整合緊密」、「經驗相關性低而邏輯整合疏鬆」四大象限，並認為真佛宗一部分落在第二象限、一部分又落在第三象限，因而處於雙重位置:24, 29–30。

## 爭議

### 斂財指控
中華民國台灣法院2015年曾判決確定指控真佛宗斂財者刑事毀謗有罪，而2008年台灣《蘋果日報》和《壹週刊》的報導指出，盧勝彥曾在2007年主持寺院落成時佩戴金錶、鑽戒和金冠（其中金錶與鑽戒合共價值200萬新台幣），又在2010年的法會上售賣海螺、手鼓、「寶瓶」及書法作品，共售得1,000萬新台幣 。2007年，馬來西亞七個佛教團體在聲明中批評盧勝彥的聚會進行金錢交易，例如盧勝彥戴過的佛帽索價30萬美元、穿過的袈裟索價10萬美元，而且拍賣收益是交給盧勝彥本人。2012年，新北市板橋區有真佛宗同修會的堂主答應協助信徒投資股票，並保證投資一定會獲利，被指涉嫌違反銀行法。《壹週刊》也曾報導盧勝彥乘坐劳斯莱斯汽车、入住酒店總統套房，但有真佛宗信徒批評該報導是誹謗，認為這些財產是信徒自願提供，而且盧勝彥不及天主教會教宗豪華。

### 騙色指控
台灣《壹週刊》曾在2008年報導，有張姓女信徒指控盧勝彥兩度假借藏傳佛教雙身法，與她發生性行為，又引述作家施寄青指，盧勝彥曾要求歌手方晴發生性行為。但盧勝彥否認以上騙色指控，關於張姓女信徒毀謗已交由美國司法審理，最後此控訴以無任何證據結案。真佛宗紐約金刚雷藏寺亦曾發生了一名上师與同門女子發生性行為的事件，宗委會之後解除金刚雷藏寺該上師宗派身分。

### 教義與其他佛教宗派的差別
2007年，马来西亚佛教总会、马来西亚佛教青年总会、大馬佛教弘法會、国际佛光会马来西亚协会、錫蘭佛教精進會、佛教慈濟功德會和马来西亚金刚乘佛教总会發表聯合聲明，批評真佛宗是附佛外道而非正統佛教，認為盧勝彥自稱為佛、宣稱法力無上的言論是誤導，而他個人的行為亦不符合佛教制度。佛教學者釋慧開認為真佛宗是附佛外道，而盧勝彥自稱已成佛是在造神欺騙民眾。

### 被中華人民共和國公安部認定為邪教
真佛宗被中華人民共和國公安部認定為邪教。凱風網指出，真佛宗創始人卢胜彦敌视社会主义制度，多次公开批評中華人民共和國政府，最後導火線為在香港主持萬人參加超渡亡靈法會時，有信眾發現供養亡靈牌位中有六四死難同胞牌位。1995年12月15日，中华人民共和国公安部發表《關於邪教組織活動的情況通報》，認定「靈仙真佛宗」是邪教組織。

### 香港真佛宗团体侵占佛寺事件
在香港，荃灣芙蓉山菩提园住持佛觀法師圆寂后，菩佛寺董事會被改組，菩提园弟子怀疑有人假冒佛觀法師的簽名，安插「真佛宗」成員進入董事會，成功掌管菩提園約值15億元的10萬平方呎用地。

## 延伸閱讀
- 丁仁傑. . 聯經. 2004年. ISBN 9789570827323.

## 外部連結
- 真佛宗官方網站（页面存档备份，存于）